# Порто Корзини (Равена)
Порто Корзини (итал. Porto Corsini) је насеље у Италији у округу Равена, региону Емилија-Ромања.
Према процени из 2011. у насељу је живело 1472 становника. Насеље се налази на надморској висини од 2 м.